# Les Indomptés (film, 1991)
Pour les articles homonymes, voir Les Indomptés.
Pour plus de détails, voir Fiche technique et Distribution.
Les Indomptés (Mobsters) est un film américain réalisé par Michael Karbelnikoff, sorti en 1991. Il est basé sur le livre The Last Testament of Lucky Luciano écrit en 1974 par Martin A. Gosch et Richard Hammer.

## Synopsis
L'action du film se déroule entre 1917 et 1931 à New York, et met en scène l'ascension du gang de mafieux formé par Charlie 'Lucky' Luciano et Frank Costello et leurs associés Meyer Lansky et Bugsy Siegel.

## Fiche technique
- Titre : Les Indomptés
- Titre original : Mobsters
- Réalisation : Michael Karbelnikoff
- Scénario : Michael Mahern & Nicholas Kazan
- Musique : Michael Small
- Photographie : Lajos Koltai
- Montage : Joe D'Augustine & M. Scott Smith
- Production : Stephen J. Roth
- Société de production et de distribution : Universal Pictures
- Pays :  États-Unis
- Langue : Anglais
- Format : Couleur - Dolby SR - 35 mm - 1.85:1
- Genre : Biopic, drame et film de gangsters
- Durée : 116 min
- Dates de sortie :
  - 26 juillet 1991 ( États-Unis)
  - 19 décembre 1991 ( France)

## Distribution
- Christian Slater (VF : Jean-François Vlérick) : Charlie « Lucky » Luciano
- Patrick Dempsey (VF : Gilles Laurent) : Meyer Lansky
- Richard Grieco (VF : Philippe Vincent) : Bugsy Siegel
- Costas Mandylor (VF : Emmanuel Jacomy) : Frank Costello
- Michael Gambon (VF : Michel Prud'homme) : Don Salvatore Faranzano
- Anthony Quinn (VF : William Sabatier ; Henry Djanik 2e version) : Don Giuseppe « Joe the Boss » Masseria
- F. Murray Abraham (VF : Gilles Segal) : Arnold Rothstein
- Lara Flynn Boyle (VF : Marie-Brigitte Andreï) : Mara Motes
- Nicholas Sadler (VF : Thierry Wermuth) : Biatto le dingo
- Chris Penn (VF : Marc François) : Tommy Reina
- Frank Collison (VF : Jean-Pierre Leroux) : Sonny Catania
- Robert Z'dar : Rocco
- Joe Viterelli (VF : René Morard) : Joe Profaci
- Andy Romano (VF : Jacques Deschamps) : Antonio Luciano
- Leslie Bega : Anna Lansky
- Seymour Cassel (VF : Jacques Richard) : Père Bonotto
- Titus Welliver (VF : Joël Martineau) : Al Capone
- Bianca Rossini : Rosalie Luciano
- Rodney Eastman : Joey DeCarlo

## Anecdote
- Christian Slater et F. Murray Abraham se retrouvent cinq ans après leur collaboration dans Le Nom de la rose.